# Biserica Adormirea Maicii Domnului din Mănești
Biserica Adormirea Maicii Domnului din Mănești este un monument istoric aflat pe teritoriul satului Mănești, comuna Mănești.